# 나카한다역
나카한다역(일본어: 中判田駅)은 일본 오이타현 오이타시에 위치한 규슈 여객철도 호히 본선의 철도역이다. 섬식 승강장 1면 2선의 구조를 갖춘 지상역이다.

## 이용 현황
| 승차 인원 추이 | 승차 인원 추이 |
| 연도           | 1일 평균       |
| -------------- | -------------- |
| 2000           | 1,152          |
| 2001           | 1,151          |
| 2002           | 1,115          |
| 2003           | 1,116          |
| 2004           | 1,125          |
| 2005           | 1,050          |
| 2006           | 1,098          |
| 2007           | 1,037          |
| 2008           | 1,050          |
| 2009           | 1,003          |
| 2010           | 986            |
| 2011           | 998            |
| 2012           | 1,104          |

## 역 주변
- 오이타 현 교육청 매장문화재 센터
- 국도 제10호선

## 역사
- 1914년 4월 1일 : 개업.
- 1987년 4월 1일 : 일본국유철도 분할 민영화에 의해, 규슈 여객철도가 승계.
- 2012년 12월 1일 : IC카드 스고카의 이용을 개시.
- 2014년 4월 1일 : 개업 100주년 축하회 거행.

## 인접 역
| 호히 본선              | 호히 본선   | 호히 본선                      |
| ---------------------- | ----------- | ------------------------------ |
| 다케나카 구마모토 방면 | ■ 호히 본선 | 오이타다이가쿠마에 오이타 방면 |